# آلیجن
آلیجن (انگلیسی: Allegion) شرکت امنیتی ایرلندی است، که در سال ۱۹۰۸ تأسیس شد.